# Haras royaux de Frederiksborg
Les haras royaux de Frederiksborg sont des haras danois en charge de l'élevage de chevaux pour la royauté, fondés en 1562 par le roi Frédéric II (1534-1588) dans le nord de Copenhague, sur le site de l'abbaye d'Esrom. Ils connaissent une grande prospérité sous le règne de son fils, Christian IV.
Créés pour fournir des chevaux à la royauté, ils approvisionnent aussi la population locale à partir de 1779.
Ces haras ont une certaine notoriété comme créateurs de la race de chevaux Frederiksborg.